# Branislav Gröhling
Branislav Gröhling (ur. 6 kwietnia 1974 w m. Partizánske) – słowacki polityk i przedsiębiorca, poseł do Rady Narodowej, w latach 2020–2021 oraz 2021–2022 minister edukacji, nauki, badań naukowych i sportu, od 2024 przewodniczący Wolności i Solidarności.

## Życiorys
Absolwent technikum obuwniczego w rodzinnej miejscowości z 1992, gdzie specjalizował się w projektowaniu i produkcji obuwia oraz galanterii. W latach 2004–2009 studiował prawo na prywatnej uczelni Bratislavská vysoká škola práva. Wobec jego pracy dyplomowej w 2020 wysunięto w mediach zarzuty o plagiat. Zajął się prowadzeniem działalności gospodarczej w sektorze usług fryzjerskich i kosmetycznych. Został m.in. współwłaścicielem przedsiębiorstwa PDMG, współtworzył sieć salonów fryzjerskich „Pierot”. Był członkiem kierownictwa organizacji społecznej „Podporme remeslá”, działającej na rzecz wspierania rzemiosła.
Dołączył do ugrupowania Wolność i Solidarność, został ekspertem partii do spraw edukacji. W wyborach w 2016 uzyskał po raz pierwszy mandat deputowanego do Rady Narodowej. Z powodzeniem ubiegał się o poselską reelekcję w wyborach w 2020 i 2023.
W marcu 2020 został ministrem edukacji, nauki, badań naukowych i sportu w nowo powołanym rządzie Igora Matoviča. Ustąpił z tej funkcji w trakcie kryzysu w koalicji w marcu 2021. Powrócił na ten urząd w kwietniu 2021 w utworzonym wówczas gabinecie Eduarda Hegera. We wrześniu 2022 w związku z wyjściem partii SaS z koalicji rządowej złożył rezygnację ze stanowiska, zakończył urzędowanie w tym samym miesiącu.
W marcu 2024 został nowym przewodniczącym Wolności i Solidarności.